# Сонін Олександр Миколайович
Олександр Сонін (рос. Александр Николаевич Сонин; нар. 6 серпня 1983, Желєзногорськ, СРСР) — російський футболіст, нападник.

## Життєпис
Вихованець оровської СДЮСШОР-3, а також закордонних клубів «Лозанна» та «Сент-Етьєн». У 2001 році розпочав свою професійну кар'єру в московському «Спартаку». 11 липня 2001 року Сонін дебютував у складі червоно-білих в матчі проти новоросійського «Чорноморця». Однак Сонін грав рідко, в основному виходячи на заміну. За два сезони, 2001-2002 років, Олександр провів всього 10 ігор, забивши 2 м'ячі. Після закінчення сезону Олександр перейшов у дубль київського «Динамо». У другій половині 2003 року захищав кольори клубів «Арсенал» (Київ) та ЦСКА (Київ). Повернувшись в «Спартак», Сонін виступав переважно за дубль. У 2006 році Олександр перейшов у латвійський «Діттон», очолюваний тоді Сергієм Юраном.
У 2007 році, очоливши «Шинник», Юран запросив Соніна в команду. У першому дивізіоні 2007 року ярославський клуб зайняв перше місце і завоював путівку в прем'єр-лігу, Сонін зіграв 13 ігор (забив 1 м'яч). Сезон 2008 року він почав в «Шинник», проте зіграв лише 5 ігор за молодіжний склад, а 25 квітня відбувся перехід гравця в клуб «Нижній Новгород», який дебютував у 2008 році в другому дивізіоні Росії (зона «Урал-Поволжье»). По завершенні езону завершив кар'єру професіонального футболіста.

## Досягнення
- Прем'єр-ліга
  -  Чемпіон (1): 2001
  -  Бронзовий призер (1): 2002

- Кубок Росії
  -  Володар (1): 2003

- Першість Футбольної Національної Ліги
  -  Чемпіон (1): 2007

## Статистика в «Спартаці»
- У чемпіонаті Росії - 10 ігор (2 голи).
- У Кубку Росії - 2 гри (1 гол).
- В Єврокубках - 2 гри.